# Йордан Терзийски
Йордан Ивов Терзийски е български архитект и политик от „Продължаваме промяната“. Народен представител в XLVII народно събрание.

## Биография
Йордан Терзийски е роден на 7 февруари 1984 г. в град София, Народна република България. Завършва основно образование в Средно училище „Емилиян Станев“ и средно образование в ПМГ „Васил Друмев“ във Велико Търново със специалност „Математика“. Дипломира се с магистърска степен специалност „Архитектура“ в Университета по архитектура, строителство и геодезия (УАСГ) в град София.
На парламентарните избори през ноември 2021 г. като кандидат за народен представител е водач в листата на „Продължаваме промяната“ за 4 МИР Велико Търново, откъдето е избран. В рамките на 47-то Народно събрание е заместник-председател на Комисията по регионална политика благоустройство и местно самоуправление.